# 芒特奧利夫 (印地安納州)
芒特奧利夫（英語：Mount Olive）是位於美國印地安納州馬丁縣的一個非建制地區。該地的面積和人口皆未知。